# 鬬丹
鬬丹（？—？），羋姓，鬬氏，名丹，中国春秋时期楚国人。
前704年（魯桓公八年、楚武王三十七年）冬季，楚国人进攻随国，速杞之战随侯不听季梁之言，听从少师的和楚武王正面作战的建议，结果随军大败，鬬丹俘获了随侯的战车和车右少师。